# FORM (computerprogramma)
FORM is een computeralgebrasysteem voor symbolische manipulatie van zeer grote expressies. Het is opgezet voor grote en nauwkeurige berekeningen in de deeltjesfysica, met name het optellen van duizenden Feynmandiagrammen met eventueel miljoenen termen. Het is vanaf 1989 ontwikkeld door Jos Vermaseren (1949), een deeltjesfysicus bij Nikhef. De oudste versies zijn geschreven in Fortran, de latere in C. Hoewel anders opgezet, kan Schoonschip als een voorloper beschouwd worden.
Het programma is geoptimaliseerd voor snelheid en heeft algoritmes voor bewerkingen met Feynmandiagrammen, waaronder het snel vermenigvuldigen van delen daarvan. De grootste winst zit echter in een goede samenwerking tussen het werkgeheugen en de veel tragere gegevensdragers: in plaats van swapping te gebruiken, wijst het programma aan elke term een gelijke hoeveelheid schijfruimte toe, wat het geheugenbeheer efficiënter maakt. De snelheid is nodig omdat berekeningen met toenemende aantallen deeltjes opschalen als faculteiten, dus sneller dan exponentieel.
Anno 2022 werd het programma gebruikt door honderden instellingen waaronder CERN. Sinds 2000 worden er 'elke paar dagen' artikelen in wetenschappelijke tijdschriften gepubliceerd die gebaseerd zijn op berekeningen met FORM. Met steun van Nikhef en collega-fysici heeft Vermaseren het programma grotendeels alleen onderhouden, en het belang wordt zo groot geacht, dat er onrust ontstond toen bleek dat hij zich langzaamaan ging terugtrekken.
Het programma wordt door Nikhef verspreid onder een GNU General Public License.